# Xanthoparmelia aliphatica
Xanthoparmelia aliphatica är en lavart som beskrevs av Hale. Xanthoparmelia aliphatica ingår i släktet Xanthoparmelia och familjen Parmeliaceae.   Inga underarter finns listade i Catalogue of Life.